# Boeing 757
Boeing 757 er et amerikansk produceret mellemdistancefly med to motorer. Det blev lanceret af British Airways og Eastern Air Lines som erstatning for Boeing 727, og de første Boeing 757 blev taget i brug i 1983. Flyet deler kropsdiameter med Boeing 707, 727 og 737, og er dermed af narrow body-typen. Det er muligt for piloter at få en fælles certificering for Boeing 757 og 767, som har en hel del komponenter fælles. Produktionen af Boeing 757 ophørte i oktober 2004. På dette tidspunkt var der blevet fremstillet 1.050 fly.